# Euchristophia sinobia
Euchristophia sinobia är en fjärilsart som beskrevs av Eugen Wehrli 1939. Euchristophia sinobia ingår i släktet Euchristophia och familjen mätare. Inga underarter finns listade i Catalogue of Life.